# Leclercera mianqiu
Leclercera mianqiu es una especie de araña araneomorfa del género Leclercera, familia Psilodercidae. Fue descrita científicamente por Chang & Li en 2020.
Habita en Indonesia. El holotipo masculino mide 2,60 mm y el paratipo femenino 2,76 mm.